# Orlan
Mireille Suzanne Francette Porte, conhecida como Orlan (Saint-Étienne, 30 de maio de 1947), é uma artista francesa. Ela usa o corpo como suporte para suas artes.